# IBM Telum

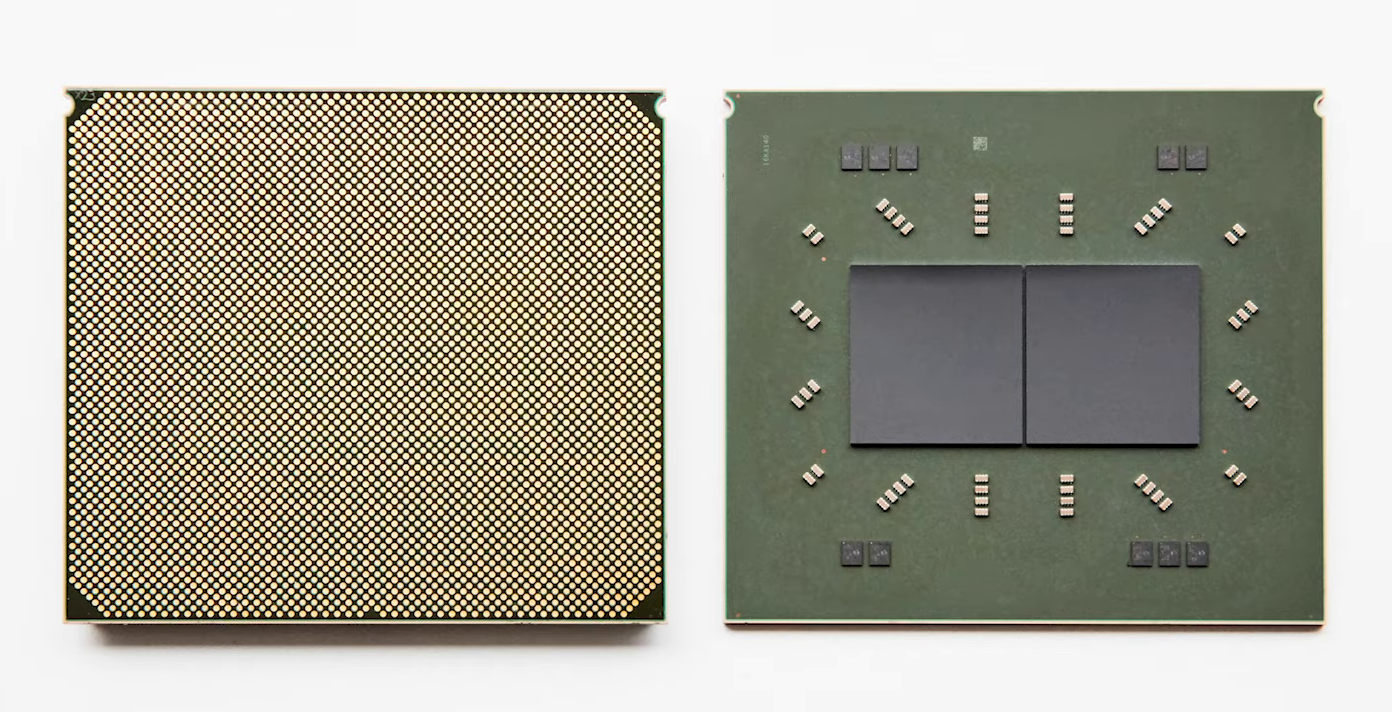
Els dos costats del microprocessador Telum

Telum és un microprocessador fabricat per IBM per als ordinadors mainframe o centrals de la sèrie IBM z16. El processador es va anunciar a la conferència Hot Chips 2021 el 23 d'agost de 2021. Telum és el primer processador d'IBM que conté acceleració en xip per a la inferència d'intel·ligència artificial mentre es realitza una transacció.

## Descripció
El xip conté 8 nuclis de processador amb una profunda canalització superescalar fora d'ordre, que s'executa amb una freqüència de rellotge de més de 5 GHz que està optimitzada per a les demandes de càrregues de treball heterogènies de classe empresarial (per exemple: finances, aplicacions sensibles a la seguretat, aplicacions que requereixen una fiabilitat extrema). La memòria cau i la infraestructura d'interconnexió de xips proporciona 32 MB de memòria cau per nucli i pot escalar fins a 32 xips Telum. El disseny de la memòria cau s'ha descrit com a "revolucionari" l'any 2021, mitjançant la creació d'un sistema on la memòria cau L2 d'un nucli es pot utilitzar com a memòria cau virtual L3 i L4 per a un altre nucli. El processador Telum es pot refrigerar per aigua o per aire, però cal refrigeració per aigua per fer funcionar més d'uns quants processadors Telum en un sol calaix informàtic IBM. A diferència d'altres processadors, l'IBM Telum no accelera tèrmicament reduint la velocitat del rellotge; en canvi, insereix instruccions d'estat de son.